# Vessel (игра)
Vessel — компьютерная инди-игра в жанре головоломка-платформер, разработанная маленькой американской студией Strange Loop Games. Жидкообразные существа Флуро вышли из-под контроля изобретателя Акрайта. Сюжет основан на попытке вернуть порядок в этот мир, манипулируя разнообразными видами Флуро и несколькими типами жидкости.

## Приём
| Сводный рейтинг    | Сводный рейтинг |
| Агрегатор          | Оценка          |
| ------------------ | --------------- |
| GameRankings       | 80,70 %         |
| Metacritic         | 81/100 (PC)     |
| Иноязычные издания |                 |
| Издание            | Оценка          |
| GameSpy            | [ 5 ]           |

Игра получила преимущественно положительные отзывы. На сайте-агрегаторе Metacritic средняя оценка игры составляет 81 из 100 для платформы PC.
Издание GameSpy оценило игру: «Vessel стоит примерно четверть цены игры класса AAA, но в ней больше изюминки и изобретательности, чем в большинстве игр-блокбастеров. 9/10».
Летом 2018 года, благодаря уязвимости в защите Steam Web API, стало известно, что точное количество пользователей сервиса Steam, которые играли в игру хотя бы один раз, составляет 150 153 человека.